# Euphyia goteada
Euphyia goteada là một loài bướm đêm trong họ Geometridae.